# Aleka Papariga
Aleka Papariga (en griego: Αλέκα Παπαρήγα; Atenas, 5 de noviembre de 1945) es una política griega. Es conocida por haber sido entre 1991 y 2013 la secretaria general del Partido Comunista de Grecia, siendo la primera mujer en ocupar tal cargo.

## Primeros años
Sus padres participaron en la resistencia a la ocupación de Grecia durante la Segunda Guerra Mundial y eran miembros del KKE.
Se graduó en la Facultad de Filosofía de la Universidad de Atenas y trabajó durante ocho años como contable. Ejerció también como profesora en la enseñanza privada. En 1976 se convirtió en liberada del KKE y se dedicó por completo a actividades en frentes sociales y del propio Partido.

## Carrera política
Papariga comenzó como activista del movimiento pacifista en 1961 y de la organización juvenil de Izquierda Democrática Unida (EDA). Fue una activa militante del movimiento estudiantil hasta el golpe de Estado de 1967, que instauró la Dictadura de los Coroneles. Es entonces cuando pasa a ser miembro de la ya dirección clandestina de la organización juvenil de EDA y de otras organizaciones de carácter estudiantil, enfrentadas a la dictadura.

### Actividad durante la dictadura militar (1967-1974)
En 1968 se une al ilegalizado Partido Comunista de Grecia (KKE), tomando parte activa en el movimiento de familiares de presos políticos.

### Actividad desde la proclamación de la República
En 1974 cae la Dictadura de los Coroneles y se proclama la República. Es entonces cuando, por iniciativa del KKE, se organizan los Comités Ciudadanos para la Organización del Partido, siendo Papariga responsable de éstos en Atenas.
Se convierte en una de las líderes del movimiento feminista griego en 1981, hasta su nombramiento como secretaria general del KKE en 1991. Durante su etapa en el movimiento feminista participó también en la Federación Democrática Internacional de Mujeres (FDIM), así como en organismos de la ONU dedicados a la mujer y en diversas conferencias.
Papariga fue elegida miembro del Comité Central del KKE tras la celebración de su X Congreso, en 1978, y miembro de su Buró Político en 1986. El 27 de febrero de 1991, tras el XV Congreso del KKE, fue elegida secretaria general, y reelegida hasta el XIX Congreso, celebrado en abril de 2013. Así, Aleka Papariga ha sido una de las personas que más tiempo ha ostentado la secretaría general del KKE.
Como candidata del KKE en las elecciones al Consejo de los Helenos por Atenas, Papariga es diputada desde las elecciones de 1993.

## Obras
Además de diversos artículos políticos para los diferentes órganos del KKE, Aleka Papariga es autora de diversas obras sobre feminismo.